# کلیسای جامع سینت مارکو
کلیسای جامع سنت مارک (یا به‌طور رسمی در زبان ایتالیایی Basilica Cattedrale Patriarcale di San Marco) یک کلیسای جامع در شهر ونیز، شمال ایتالیا است. که مشهورترین کلیسای شهر ونیز و مثال بارزی از معماری بیزانسی است. این تنها کلیسای جامع شهر ونیز از سال ۱۸۰۷ است. این کلیسا دفتر کار اسقف اعظم ونیز نیز هست. در بخش داخلی این کلیسا مقبره سنت مارکو (مرقس قدیس) نیز قرار دارد.طبق گفته ویل دورانت ساخت آن توسط پیترو اورسئولوی دوم شروع شد و صد سال طول کشید. دورانت در کتاب عصر ایمان صفحه ۵۸۵ عنوان کرده که این کلیسا در سال ۱۰۷۱ ساخته شد و در سال ۱۰۹۵ تقدیس شد. 
ساخت کلیسای اصلی سنت مارک که از کلیسای فعلی قدیمی تر بود، از ۸۳۰ آغاز شده بود ولی در ۹۷۶ بر اثر حریق طوری آسیب دید که پیترو مجبور شد کلیسای فعلی از ابتدا بسازد. طبق روایتی که برای مسیحیان ونیزی بسیار عزیز است، چون یادگارهای مرقس حواری در آتشسوزی ۹۷۶ از بین رفته بود و بیم آن میرفت که فقدان آن یادگارها از قداست این کلیسای جامع بکاهد، مقرر شد که روز اجرای مراسم تقدیس تمام مومنان در کلیسا جمع شوند و برای پیدا شدن آن یادگارها دعا کنند. ناگهان یک ستون در اجابت دعای آنها فرو ریخت و استخوانهای مرقس حواری از زیر آوار نمایان شد. 

## معماری

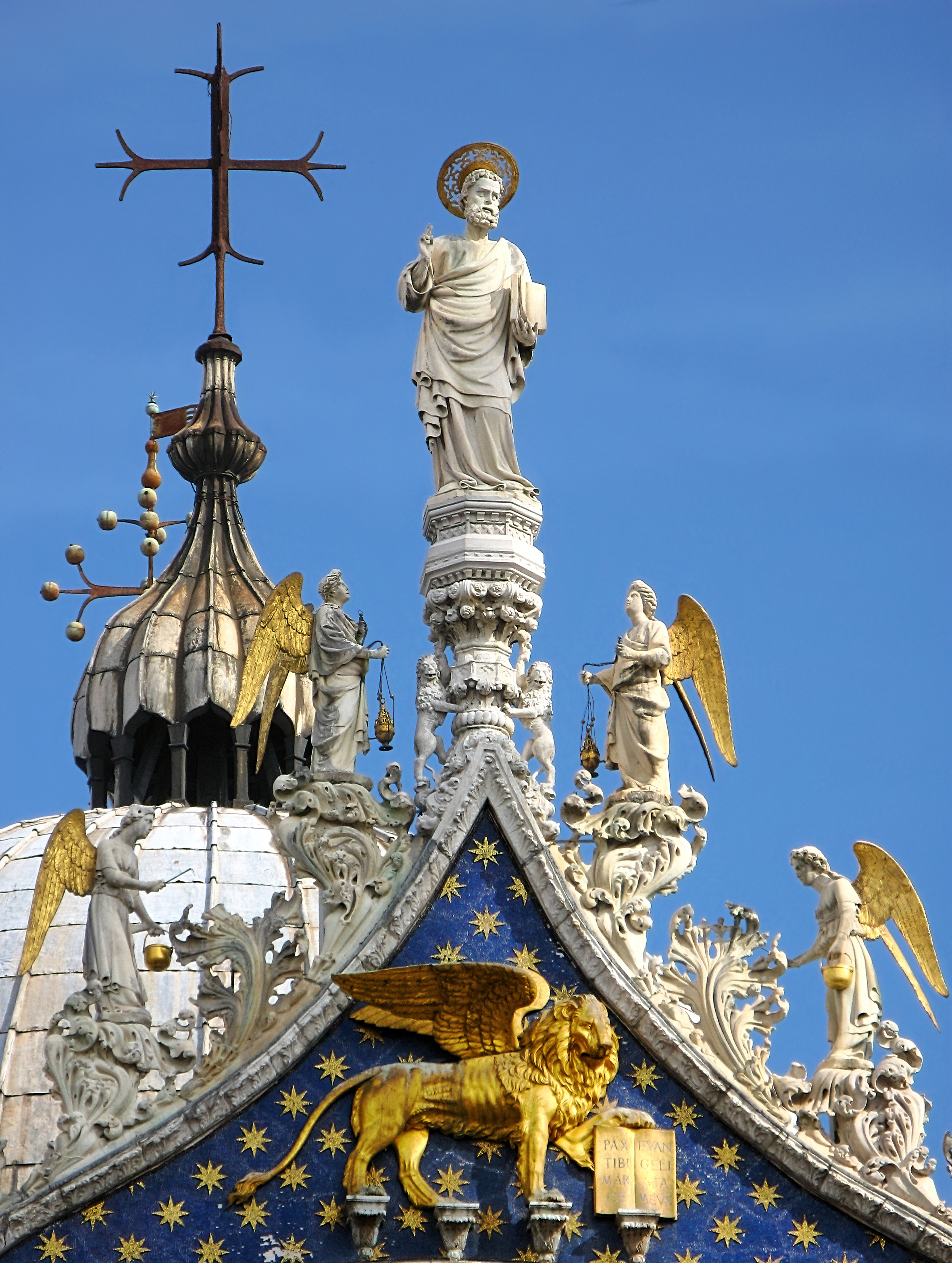
مرقس و فرشتگان

این بنا یکی از کلیساهای برجستهٔ دورهٔ بیزانس پسین در شهر ونیز در ایتالیا است. بنای اصلی کلیسای سن مارکو در سدهٔ یازدهم میلادی ساخته شده‌است، در سطوح پائین با افزوده‌های رومانسک و گوتیک تغییر شکل یافته‌است ولی نقشه یا منظرهٔ هوایی گنبدها که در امتداد صلیبی با بازوهای نابرابر (صلیب یونانی) شکل گرفته‌اند، منشأ بیزانسی آن را آشکار می‌سازد. پوسته‌های داخلیِ گنبدها با شکل‌های برآمده، چوبی و کلاه‌خود مانندی پوشیده شده‌اند که سطح بیرونی شان با ورقه‌های مس طلاکاری شده‌است.
فضای داخلی کلیسا همانند پلانش، اساساً بیزانسی است هر چند مقیاس ژوستی نین و سکته‌های ناشی از بندهای گنبددار آن تا اندازه ای جزئی در اثر عناصر رومانسک غربی دگرگون شده‌اند. یکی از ویژگی‌های بارز ساختمان روش تأمین روشنایی و سلسله موزائیک‌های روایتی آن، تماماً بیزانسی است.